# Banc Central d'Islàndia
El Banc Central d'Islàndia (Seðlabanki Íslands) és un banc central d'Islàndia. Va ser creat l'any 1961 substituint a Landsbanki Íslands pel que fa a l'emissió de moneda.